# 언디스퓨티드 챔피언십
복싱에서 체급의 언디스퓨티드 챔피언십(undisputed championship) 또는 확실한 챔피언은 서로 인정하는 모든 주요 조직과 국제 복싱 명예의 전당에서 동시에 세계 타이틀을 보유한 복서이다. 현재 WBA, WBC, WBO, IBF 등 4개의 주요 제재 기관이 있다. 2007년 서로를 인정하는 주요 승인 기관의 수가 4개로 증가하기 전에는 언디스퓨티드 챔피언이 많았지만, 4개 타이틀을 동시에 보유한 복서는 20명(남자 10명, 여자 10명)에 불과했다.